# Villaines-la-Carelle
Villaines-la-Carelle é uma comuna francesa na região administrativa do País do Loire, no departamento de Sarthe. Estende-se por uma área de 14.70 km². Em 2010 a comuna tinha 156 habitantes (densidade: 10,6 hab./km²).